# Luigi Bodio

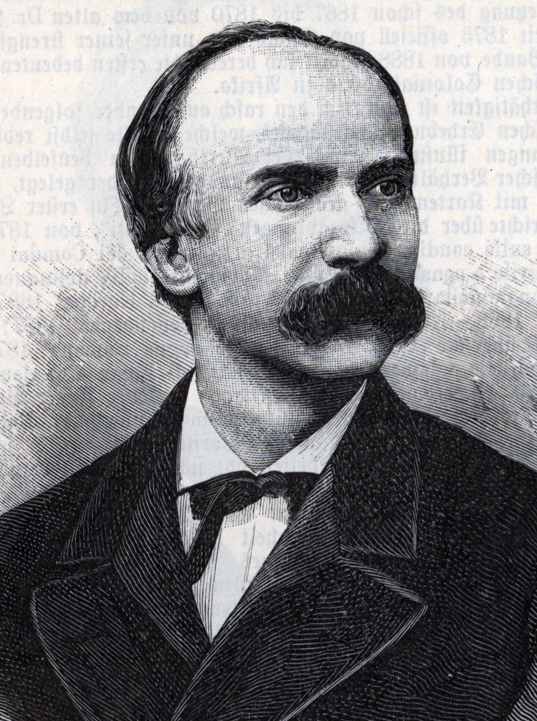
Luigi Bodio

Luigi Bodio (* 12. Oktober 1840 in Mailand; † 2. November 1920 in Rom) war ein italienischer Statistiker.

## Leben
Bodio promovierte 1861 in Pisa und bereiste dann, mit einer Unterstützung der Regierung, zur weiteren Ausbildung das Ausland. Nach seiner Rückkehr wurde er 1864 Professor der Nationalökonomie am königlichen Technikum zu Livorno, 1867–68 Professor am königlichen Technikum in Mailand und darauf vier Jahre lang Professor der Statistik und Handelsgeographie an der königlichen höheren Handelsschule zu Venedig. Als Pietro Maestri, der Schöpfer des königlich italienischen Statistischen Bureaus, 1872 starb, wurde Bodio an seine Stelle als Direktor dieses Büros nach Rom berufen.
Ab 1886 war er korrespondierendes Mitglied der Russischen Akademie der Wissenschaften. 1898 wurde er zum Mitglied der Académie royale des Sciences, des Lettres et des Beaux-Arts de Belgique gewählt.

## Werke
Von der großen internationalen Statistik hat Bodio 1876 die Statistique internationale des caisses d'épargne herausgegeben. Ferner schrieb er: Saggio sul commercio esterno terrestre e marittimo del regno d'Italia (Flor. 1865); Dei documenti statistici del regno d'Italia (das. 1867); Dei rapporti della statistica coll' economia politica e colle altre scienze affini (das. 1869); außerdem gab er ab 1876 mit Cesare Correnti, Paolo Boselli u. a. das Archivio di statistica heraus.